# Vicar (striptekenaar)
Vicar, een pseudoniem van Víctor José Arriagada Ríos (Santiago, 16 april 1934 – aldaar, 3 januari 2012), was een striptekenaar van met name Donald Duck-strips.
In 1960 verhuisde Vicar van Chili naar Spanje. In 1971 begon hij met het maken van Disneystrips voor de Deense uitgever Gutenberghus (nu Egmont). Hij verhuisde terug naar Chili in 1975. Vicars positie op het gebied van Disneystrips groeide en al snel had hij zijn eigen studio, de Vic-Art Studio. Vicar was met 200 pagina's per jaar de productiefste Disneytekenaar. Hij was de eerste die het personage Oena tekende.
Carl Barks noemde Vicar ooit de beste van de moderne Disney-striptekenaars, beter dan hijzelf.
- Bibsys: 4097277
- Gemeinsame Normdatei: 129323225
- International Standard Name Identifier: 0000 0000 5489 7600
- Nationale Bibliotheek van Tsjechië: ola2018999421
- Nederlandse Thesaurus van Auteursnamen: 296028177
- LIBRIS: 245623
- Virtual International Authority File: 31974457
- WorldCat: E39PBJqK8Crmwmg8KvG7YmtMyd